# Морски ангел
Морският ангел (Squatina squatina) е вид акула от семейство Морски ангели (Squatinidae). Видът е бил описан през 1758 г. от шведския натуралист Карл Линей. Обикновено не представлява опасност за хората, освен ако не бъде провокиран. Тогава хапе много бързо.

## Физически характеристики
Имат плоска форма с уголемени гръдни и тазови перки, широка глава и тяло, малки очи и зъби.
Женските видове са по-едри от мъжките. Те могат да достигнат на дължина до 2,4 m (7,9 фута), а мъжките до 1.8 m. Максималното регистрирано тегло на женски индивид е 80 кг.

## Разпространение и местообитание
Видът е широко разпространен в крайбрежните води на североизточната част на Атлантическия океан, от южната част на Норвегия и Швеция до Западна Сахара и Канарските острови, включително и около Британските острови, в Средиземно и Черно море.
Обитава континенталния шелф, предпочита меките повърхности, като кал и пясък, и може да се намери в близост до брега на дълбочина от 150 m (490 фута).

## Хранене
Подобно на други членове от семейството си, морският ангел ловува нощно време, като се заравя на дъното на океана и чака плячката да премине наоколо. Храни се предимно с костни риби и безгръбначни.

## Размножаване
Морският ангел е живороден. Женските раждат от 7 до 25 малки всяка година.